# Уціліла (роман Батлер)
«Уцілі́ла» (англ. Survivor) — науково-фантастичний роман американської письменниці Октавії Батлер. Вперше опублікований у 1978 році як частина серії «Від семена́ до жни́ва» (англ. Seed to Harvest). Роман «Уціліла» є єдиним із ранніх романів Батлер, який не перевидавався.

## Сюжет
Роман оповідає про перші контакти між місіонерами, групою людей-колоністів, які рятуються від чуми на Землі, та когнами, розумними мешканцями планети, на яку прибули місіонери. Твір зосереджується на Аланні, прийомній доньці лідера місіонерів, котра намагається запобігти знищенню і асиміляції своєї спільноти.
Позаземна чума винищила половину населення Землі. Хвороба або вбивала, або призводила до спадкової мутації, яка перетворила перехворілих людей і їхніх нащадків на звіроподібних істот. Батьки Аланни загинули, рятуючи її від нападу такої істоти. Після кількох років життя дитиною-мауглі сирота Аланна була знайдена християнською сектою, що сповідує богообраність людської раси. І хоч деякі члени релігійної спільноти ставились до дикої дитини змішаної азійсько-африканської раси із підозрою, Аланна швидко призвичаїлась. Дівчинку вдочерив лідер секти Жуль Веррік і його дружина Ніла. Згодом спільнота полишила Землю в рамках програми розселення людства по Всесвіту для порятунку від чуми.
На новій планеті місіонери зіткнулися з когнами — розумними звіроподібними гуманоїдами. Місцеве плем'я Ґаркогн допомогло місіонерам розбудувати поселення. Однак невдовзі поселення місіонерів зазнало набігу іншого племені — Тегкогн. Кілька ґаркогнян і місіонерів потрапили в полон, зокрема й Аланна.
Аланні довелось знову адаптуватися, щоб вижити. Врешті вона побралася із вождем тегкогнян Діутом і народила від нього дитину. Перебуваючи у племені Тегкогн, Аланна довідалась, що на позір дружні ґаркогняни підсадили місіонерів-людей на рослину, за допомогою якої збираються асимілювати фізично слабших місіонерів, а асимілювавши, збираються використати людські технології проти Тегкогну.
Усвідомлюючи, що вона втратить довіру людей, якщо вони зрозуміють, що вона має стосунки з тубільцем, Аланна починає небезпечну політичну гру. Зрештою вона досягає значного успіху, змушуючи місіонерів зблизитись із племенем Тегкогн, і водночас допомігши уникнути впливу обох місцевих народів. У кінці Аланна розкриває свої стосунки, від неї зрікається названий батько, і вона повертається до Тегкогну.